# Seth Curry
Pour les articles homonymes, voir Curry (homonymie).
Seth Adham Curry, né le 23 août 1990 à Charlotte en Caroline du Nord, est un joueur américain de basket-ball évoluant actuellement aux Hornets de Charlotte. 
Il est le frère de Stephen Curry, joueur des Warriors de Golden State.

## Biographie

### Saison 2013-2014
Curry n'est pas drafté en 2013.
Le 23 août 2013, il signe un contrat non garanti avec les Warriors de Golden State. Il est très vite apprécié des supporters. Il joue avec le numéro 3, son numéro le 30 étant déjà occupé par son grand frère Stephen Curry. Cependant, le 25 octobre, il est coupé par les Warriors.
En novembre 2013, il est sélectionné par les Warriors de Santa Cruz en D-League. Le 24 décembre, il signe chez les Grizzlies de Memphis en NBA. Le 5 janvier 2014, il fait ses débuts en NBA mais est coupé le même jour. Le 9 janvier, il retourne chez les Warriors de Santa Cruz.
Le 3 février, il est sélectionné dans l'équipe Futures pour participer au All-Star Game de D-League.
Le 21 mars, il signe un contrat de 10 jours avec les Cavaliers de Cleveland. Le 30 mars, les Cavaliers décident de ne pas le conserver. Le lendemain, il retourne chez les Warriors de Santa Cruz. Curry termine la saison 2013-2014 de D-League avec des moyennes de 19,6 points, 5,8 passes décisives et 3,0 rebonds en 38 rencontres.

### Saison 2014-2015
En juillet 2014, il participe à la NBA Summer League d'Orlando avec le Magic d'Orlando et à la NBA Summer League de Las Vegas avec les Suns de Phoenix. Le 16 septembre 2014, il participe au camp d'entraînement avec le Magic. Le 29 septembre 2014, il signe avec le Magic. Le 7 octobre 2014, les droits de Curry sont transférés en D-League chez les BayHawks d'Érié, dans un transfert avec les Warriors de Santa Cruz. Le 25 octobre 2014, il est coupé par le Magic. Cinq jours plus tard, il rejoint les BayHawks. Le 4 février 2015, il est nommé dans l'équipe Futures All-Star du NBA D-League All-Star Game 2015 pour la seconde fois de sa carrière.
Le 11 mars 2015, il signe un contrat de dix jours avec les Suns de Phoenix. Il fait ses débuts le lendemain avec les Suns lors de la victoire de son équipe contre les Timberwolves du Minnesota. Les Suns ne lui offrent pas de second contrat de dix jours et Curry retourne aux BayHawks le 21 mars.

### Saison 2015-2016
En juillet 2015, il participe à la NBA Summer League 2015 avec les Pelicans de La Nouvelle-Orléans. Après avoir terminé la compétition avec 25 points par match à Las Vegas, il est nommé dans le meilleur cinq majeur de la compétition.
Le 21 juillet 2015, il signe aux Kings de Sacramento pour deux ans et deux millions de dollars.
Le 28 novembre 2015, il marque 9 points, son record en carrière, à 3 sur au tir à trois points lors de la défaite chez les Warriors de Golden State. Le 26 février 2016, Curry joue davantage lors de la défaite des Kings 117 à 107 chez les Clippers de Los Angeles en raison de la blessure du meneur titulaire Rajon Rondo. En 26 minutes de jeu, en tant que remplaçant, il termine avec 19 points, son record en carrière, et 4 rebonds. Le 25 mars, il est titularisé pour la première fois de sa carrière, contre les Suns de Phoenix et marque 12 points en 26 minutes. Trois jours plus tard, pour sa troisième titularisation, Curry bat son record de points en carrière avec 21 unités lors de la défaite 105 à 93 chez les Trail Blazers de Portland. Le 1er avril, il marque de nouveau 21 points contre le Heat de Miami. Le 9 avril, il marque six tirs à trois points pour finir avec 20 points, en étant remplaçant, lors de la victoire 114 à 112 contre le Thunder d'Oklahoma City pour le dernier match de l'équipe à la Sleep Train Arena. Deux jours plus tard, il réalise son premier double-double en carrière avec 20 points et 15 passes décisives, son record en carrière en 38 minutes de jeu, en étant titularisé lors de la victoire des Kings 105 à 101 chez les Suns de Phoenix.

### Saison 2016-2017
Les Kings libèrent Seth Curry qui était alors agent libre protégé. Le 15 juillet 2016, il s'engage aux Mavericks de Dallas. Le 26 octobre, il fait ses débuts avec les Mavericks lors du match d'ouverture de la saison contre les Pacers de l'Indiana ; en 16 minutes en tant que remplaçant, il termine avec sept points, trois rebonds, une passe décisive et trois interceptions dans la défaite des siens 130 à 121 après prolongation. Le 8 novembre, il bat son record en carrière en marquant 23 points dans la victoire des siens 109 à 97 contre les Lakers de Los Angeles. Le 21 novembre, il renouvelle cette performance en marquant 23 points avec cinq paniers à trois points en étant titulaire lors de la défaite 96 à 91 chez les Spurs de San Antonio. Curry manque quatre matches au mois décembre à cause d'une entorse au genou droit. Le 29 janvier 2017, il bat ses records en carrière avec 24 points et 10 rebonds lors de la victoire des Mavericks 105 à 101 contre les Spurs de San Antonio. Le 24 février 2017, il bat de nouveau son record de points avec 31 unités lors de la défaite des siens 97 à 84 chez les Timberwolves du Minnesota. Trois jours plus tard, il marque 29 points avec cinq paniers à trois points dans la victoire des siens 96 à 89 contre le Heat de Miami.

### Saison 2018-2019
Avec les Trail Blazzers de Portland, il retrouve son frère Steph et les Warriors de Golden State en finale de la Conférence Ouest. Il se fera d’ailleurs battre 4-0 au total des matchs.

### Saison 2019-2020
À l'issue de cette saison, il s'engage pour quatre ans et 32 millions de dollars avec les Mavericks de Dallas.

### Saison 2020-2021
Le 19 novembre 2020, il est transféré aux 76ers de Philadelphie en échange de Josh Richardson.

### Saison 2021-2022
En février 2022, il est transféré aux Nets de Brooklyn avec Ben Simmons et Andre Drummond en échange de James Harden et Paul Millsap.

### Saison 2023-2024
Agent libre à l'été 2023, il revient aux Mavericks de Dallas pour deux saisons. 
En février 2024, avec Grant Williams, il est transféré aux Hornets de Charlotte contre P. J. Washington.

## Palmarès
- All-NBA D-League First Team (2015)
- 2x NBA D-League All-Star (2014–2015)
- All-NBA D-League Third Team (2014)
- NBA D-League All-Rookie First Team (2014)
- Second-team All-American – Sporting News (2013)
- First-team All-ACC (2013)
- Third-team All-ACC (2012)

## Statistiques

### Universitaires
Le tableau suivant présente les statistiques individuelles de Seth Curry pendant sa carrière universitaire.
| S         | U       | J   | T   | MJPM | PTS  | PPM   | PR  | PT   | %PR    | 3P  | 3PT | %3P    | LfR | LfT | %Lf    | TR  | RPM  | PD  | PDM  |
| --------- | ------- | --- | --- | ---- | ---- | ----- | --- | ---- | ------ | --- | --- | ------ | --- | --- | ------ | --- | ---- | --- | ---- |
| 2008-2009 | Liberty | 35  | 34  | 36,5 | 709  | 20,26 | 244 | 584  | 41,8 % | 102 | 294 | 34,7 % | 119 | 143 | 83,2 % | 152 | 4,34 | 78  | 2,23 |
| 2010-2011 | Duke    | 37  | 19  | 25,0 | 333  | 9,00  | 101 | 239  | 42,3 % | 64  | 147 | 43,5 % | 67  | 85  | 78,8 % | 67  | 1,81 | 74  | 2,00 |
| 2011-2012 | Duke    | 34  | 32  | 30,2 | 449  | 13,21 | 141 | 336  | 42,0 % | 64  | 167 | 38,3 % | 103 | 118 | 87,3 % | 89  | 2,65 | 83  | 2,44 |
| 2012-2013 | Duke    | 35  | 35  | 32,3 | 612  | 17,49 | 197 | 424  | 46,5 % | 95  | 217 | 43,8 % | 123 | 152 | 80,9 % | 89  | 2,54 | 54  | 1,54 |
| Total     | Total   | 141 | 120 | 30,9 | 2103 | 14,91 | 683 | 1582 | 43,2 % | 325 | 825 | 39,4 % | 412 | 498 | 82,7 % | 398 | 2,82 | 289 | 2,05 |

### Professionnelles

#### Saison régulière
Le tableau suivant présente les statistiques individuelles de Seth Curry en NBA en saison régulière
| Saison    | Équipe       | Matchs | Titul. | Min./m | % Tir | % 3pts | % LF | Rbds/m. | Pass/m. | Int/m. | Ctr/m. | Pts/m. |
| --------- | ------------ | ------ | ------ | ------ | ----- | ------ | ---- | ------- | ------- | ------ | ------ | ------ |
| 2013-2014 | Memphis      | 1      | 0      | 4,1    | -     | -      | -    | 0,00    | 0,00    | 0,00   | 0,00   | 0,00   |
| 2013-2014 | Cleveland    | 1      | 0      | 8,8    | 33,3  | 100,0  | -    | 1,00    | 0,00    | 2,00   | 0,00   | 3,00   |
| 2014-2015 | Phoenix      | 2      | 0      | 3,9    | 0,0   | 0,00   | -    | 1,00    | 0,50    | 0,00   | 0,00   | 0,00   |
| 2015-2016 | Sacramento   | 44     | 9      | 15,7   | 45,5  | 45,0   | 83,3 | 1,36    | 1,52    | 0,50   | 0,07   | 6,80   |
| 2016-2017 | Dallas       | 70     | 42     | 29,0   | 48,1  | 42,7   | 85,0 | 2,54    | 2,69    | 1,13   | 0,09   | 12,83  |
| 2018-2019 | Portland     | 74     | 2      | 18,9   | 45,6  | 45,0   | 84,6 | 1,60    | 0,90    | 0,50   | 0,20   | 7,90   |
| 2019-2020 | Dallas       | 64     | 25     | 24,6   | 49,5  | 45,2   | 82,5 | 2,30    | 1,90    | 0,60   | 0,10   | 12,40  |
| 2020-2021 | Philadelphie | 57     | 57     | 28,7   | 46,7  | 45,0   | 89,6 | 2,40    | 2,70    | 0,80   | 0,10   | 12,50  |
| 2021-2022 | Philadelphie | 45     | 45     | 34,8   | 48,5  | 40,0   | 87,7 | 3,40    | 4,00    | 0,80   | 0,20   | 15,00  |
| 2021-2022 | Brooklyn     | 19     | 19     | 29,9   | 49,3  | 46,8   | 85,7 | 2,60    | 2,60    | 0,90   | 0,20   | 14,90  |
| 2022-2023 | Brooklyn     | 61     | 7      | 19,9   | 46,3  | 40,5   | 92,7 | 1,60    | 1,60    | 0,60   | 0,10   | 9,20   |
| Total     | Total        | 438    | 206    | 24,4   | 47,5  | 43,5   | 86,2 | 2,20    | 2,10    | 0,70   | 0,10   | 11,00  |

#### Playoffs
| Saison | Équipe       | Matchs | Titul. | Min./m | % Tir | % 3pts | % LF  | Rbds/m. | Pass/m. | Int/m. | Ctr/m. | Pts/m. |
| ------ | ------------ | ------ | ------ | ------ | ----- | ------ | ----- | ------- | ------- | ------ | ------ | ------ |
| 2019   | Portland     | 16     | 0      | 20,4   | 36,6  | 40,4   | 81,8  | 1,60    | 0,80    | 0,80   | 0,30   | 5,60   |
| 2020   | Dallas       | 6      | 0      | 28,8   | 58,5  | 47,6   | 100,0 | 1,80    | 1,30    | 1,00   | 0,00   | 12,80  |
| 2021   | Philadelphie | 12     | 12     | 31,8   | 57,8  | 50,6   | 78,9  | 2,30    | 2,30    | 0,80   | 0,30   | 18,80  |
| 2022   | Brooklyn     | 4      | 4      | 33,0   | 56,4  | 52,2   | 66,7  | 2,50    | 3,00    | 0,30   | 0,80   | 14,50  |
| 2023   | Brooklyn     | 3      | 0      | 19,4   | 52,6  | 33,3   | 66,7  | 1,00    | 2,00    | 0,00   | 0,00   | 8,30   |
| Total  | Total        | 41     | 16     | 26,1   | 52,4  | 46,8   | 80,5  | 1,90    | 1,60    | 0,70   | 0,20   | 11,60  |

#### D-League
Le tableau suivant présente les statistiques individuelles de Seth Curry en D-League
| Saison    | Équipe     | Matchs | Titul. | Min./m | % Tir | % 3pts | % LF | Rbds/m. | Pass/m. | Int/m. | Ctr/m. | Pts/m. |
| --------- | ---------- | ------ | ------ | ------ | ----- | ------ | ---- | ------- | ------- | ------ | ------ | ------ |
| 2013-2014 | Santa Cruz | 38     | 37     | 34.7   | 43,7  | 37,2   | 85,3 | 3,08    | 5,82    | 1,45   | 0,16   | 19,66  |
| 2014-2015 | Érié       | 43     | 42     | 36,9   | 48,4  | 46,7   | 92,6 | 3,86    | 4,16    | 1,44   | 0,05   | 23,81  |
| Total     | Total      | 81     | 79     | 35,9   | 46,2  | 42,5   | 89,6 | 3,49    | 4,94    | 1,44   | 0,10   | 21,86  |

## Records sur une rencontre en NBA
Les records personnels de Seth Curry en NBA sont les suivants, :
| Type de statistique        | Saison régulière | Saison régulière           | Saison régulière | Playoffs | Playoffs                   | Playoffs      |
| Type de statistique        | Record           | Adversaire                 | Date             | Record   | Adversaire                 | Date          |
| -------------------------- | ---------------- | -------------------------- | ---------------- | -------- | -------------------------- | ------------- |
| Points                     | 37               | @ Heat de Miami            | 28 février 2020  | 36       | Hawks d'Atlanta            | 16 juin 2021  |
| Paniers marqués            | 13               | 3 fois                     | 3 fois           | 13       | Hawks d'Atlanta            | 16 juin 2021  |
| Paniers tentés             | 21               | @ Nets de Brooklyn         | 16 décembre 2021 | 19       | Hawks d'Atlanta            | 16 juin 2021  |
| Paniers à 3 points réussis | 8                | @ Heat de Miami            | 28 février 2020  | 7        | Hawks d'Atlanta            | 16 juin 2021  |
| Paniers à 3 points tentés  | 12               | @ Rockets de Houston       | 13 avril 2016    | 12       | Hawks d'Atlanta            | 16 juin 2021  |
| Lancers francs réussis     | 8                | @ Warriors de Golden State | 24 novembre 2021 | 7        | Wizards de Washington      | 2 juin 2021   |
| Lancers francs tentés      | 8                | 2 fois                     | 2 fois           | 7        | Wizards de Washington      | 2 juin 2021   |
| Rebonds offensifs          | 3                | @ Pistons de Détroit       | 12 décembre 2019 | 2        | 2 fois                     | 2 fois        |
| Rebonds défensifs          | 9                | @ Spurs de San Antonio     | 29 janvier 2017  | 5        | Hawks d'Atlanta            | 16 juin 2021  |
| Rebonds totaux             | 10               | @ Spurs de San Antonio     | 29 janvier 2017  | 7        | Hawks d'Atlanta            | 16 juin 2021  |
| Passes décisives           | 15               | @ Suns de Phoenix          | 11 avril 2016    | 6        | 2 fois                     | 2 fois        |
| Interceptions              | 5                | 2 fois                     | 2 fois           | 4        | @ Warriors de Golden State | 16 mai 2019   |
| Contres                    | 2                | 4 fois                     | 4 fois           | 2        | Celtics de Boston          | 25 avril 2022 |
| Balles perdues             | 5                | 2 fois                     | 2 fois           | 2        | 7 fois                     | 7 fois        |
| Minutes jouées             | 46               | Timberwolves du Minnesota  | 27 novembre 2021 | 39       | @ Hawks d'Atlanta          | 18 juin 2021  |

- Double-double : 3
- Triple-double : 0

Dernière mise à jour : 16 août 2022

## Salaires
| Année       | Équipe                    | Salaire      |
| ----------- | ------------------------- | ------------ |
| 2014-2015   | Magic d'Orlando           | 100 000 $    |
| 2014-2015   | Suns de Phoenix           | 48 028 $     |
| 2015-2016   | Kings de Sacramento       | 947 276 $    |
| 2016-2017   | Mavericks de Dallas       | 2 898 000 $  |
| 2017-2018   | Mavericks de Dallas       | 3 028 410 $  |
| 2018-2019   | Trail Blazers de Portland | 2 795 000 $  |
| 2019-2020   | Mavericks de Dallas       | 7 441 860 $  |
| Total Gains | Total Gains               | 17 258 574 $ |
| 2020-2021   | 76ers de Philadelphie     | 7 813 953 $  |
| 2021-2022   | 76ers de Philadelphie     | 8 186 047 $  |
| 2022-2023   | Nets de Brooklyn          | 8 558 140 $  |

## Famille
Seth Curry est le frère cadet de Stephen Curry, joueur NBA évoluant aux Warriors de Golden State. Leur père Dell Curry a également fait une carrière en NBA.
Sa compagne est une ancienne joueuse de volley, Callie Rivers, fille de Doc Rivers.